# Крутец (Мордовия)
Крутец — посёлок в Зубово-Полянском районе Мордовии России. Входит в состав Зубово-Полянского городского поселения.

## История
В «Списке населённых мест Тамбовской губернии за 1866» Крутец казенный хутор из 1 двора Спасского уезда В начале 1930-х годов бывший хутор становится поселком лесозаготовителей.

## Население
| 2002 | 2010 |
| ---- | ---- |
| 16   | ↘9   |

Национальный состав
Согласно результатам Всероссийской переписи населения 2002 года, в национальной структуре населения мордва-мокша составляли 87 %.

## Фотогалерея

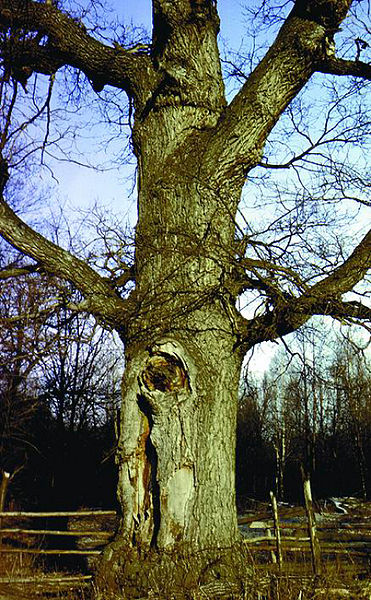
Священный дуб в поселке Крутец